# Pimoa miandam
Pimoa miandam (лат.) — вид пимовых пауков рода Pimoa (Pimoidae). Название дано по месту нахождения (Miandam).

## Распространение
Азия, Пакистан (Khyber Pakhtunkhwa, Swat, Miandam, около реки, 35,03°N, 72,57°E , на высоте 2242 м).

## Описание
Мелкие пауки, длина тела около 8—11 мм. Карапакс самцов желтоватый; грудная ямка и радиальные борозды отчетливые; стернум коричневый; брюшко овальное, чёрное с желтоватыми поперечными перевязями; ноги буроватые без перевязей. Карапакс самок желтоватый с чёрными боковыми краями; стернум коричневый; брюшко чёрное с желтоватыми поперечными перевязями; ноги буроватые без перевязей; эпигинум язычковидный. Сходен с видами P. duiba и P. rongxar. Вид был впервые описан в 2021 году китайским арахнологами Xiaoqing Zhang и Shuqiang Li (Institute of Zoology, Chinese Academy of Sciences, Пекин, Китай) по материалам из Пакистана.